# 罗宾·希尔
罗宾·希尔（全名：Robert Hill，1899年4月2日—1991年3月15日）是一位英国植物生物化学家，剑桥大学教授，知名于在1939年发现了光合作用中的希尔反应，此反应在光依赖反应中产生氧气。罗宾·希尔1946年当选英国皇家学会会士，1963年获皇家獎章，1987年获科普利獎章。